# Château Ehrenberg
Pour les articles homonymes, voir Ehrenberg.
Les ruines du château Ehrenberg se trouvent à 1 100 m d'altitude au sud de Reutte, une municipalité du land du Tyrol en Autriche.
La ruine est le centre de l'un des ensembles fortifiés les plus importants d'Europe centrale. Le château est dominé par la Festung Schlosskopf (de), une forteresse baroque, qui verrouille l'accès à la vallée. Cet ensemble de fortification est complété à l'est par le Fort Claudia (de).
Depuis 2014, la Highline179 (en), une passerelle, suspendue à plus de 100 mètres au dessus de la vallée, de 403 mètres de long, joint les deux sites.

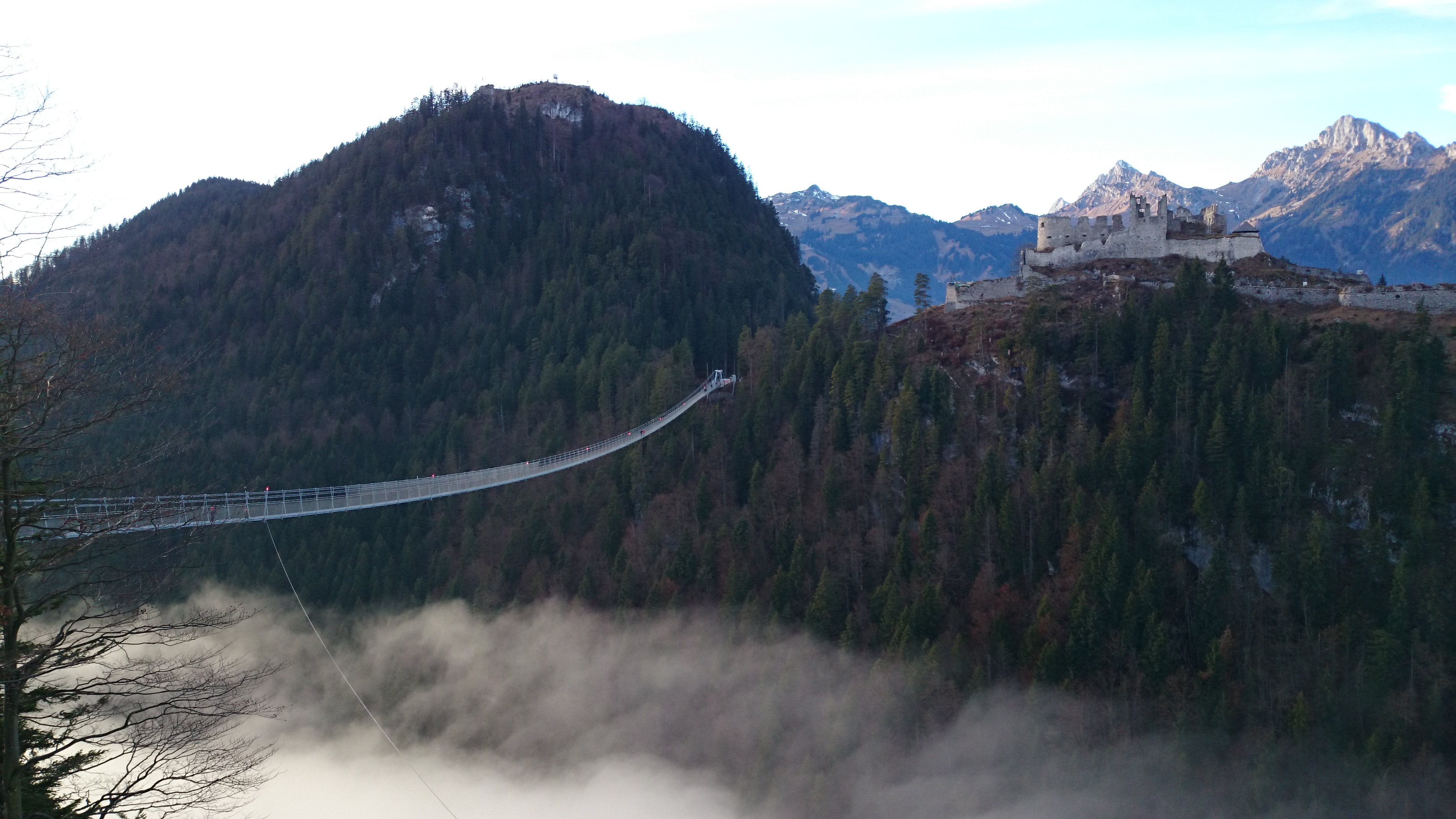
Highline179 avec le château Ehrenberg en arrière-plan.

## Source
- (de) Cet article est partiellement ou en totalité issu de l’article de Wikipédia en allemand intitulé « Burg Ehrenberg (Reutte) » (voir la liste des auteurs).